# イオンタウン木更津請西
イオンタウン木更津請西 (イオンタウンきさらづじょうざい) は、千葉県木更津市請西南に位置し、イオンタウン株式会社が運営・管理するネイバーフッド型ショッピングセンターである。

## 概要

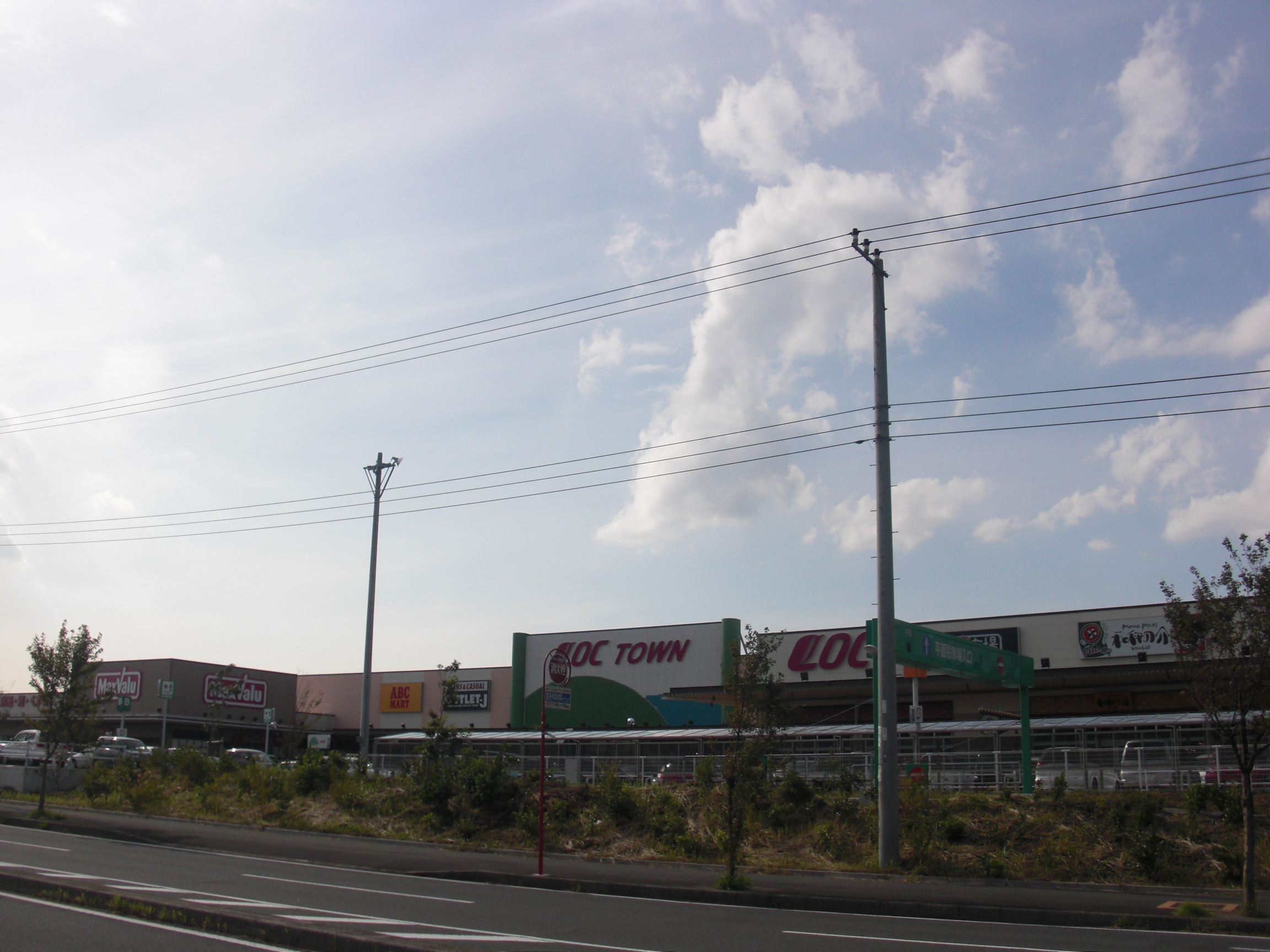
「LOC TOWN」の店舗看板
（イオンタウンに改称後、2011年9月）

近年開発が進んだ新興住宅地のほぼ真ん中に「ロックタウン木更津」として開業し、広い区画を有している。また隣接地は広い公園になっている。

### 沿革
- 2009年 (平成21年) 10月30日 「ロックタウン木更津」としてグランドオープン。
- 2011年 (平成23年) 9月1日 ショッピングセンターの名称を「イオンタウン木更津」に変更[3]。
- 2012年 (平成24年) 4月1日 ショッピングセンターの名称を「イオンタウン木更津請西」に変更[4]。

## テナント
核店舗のマックスバリュは敷地西側に位置し、準核店舗のヤマダ電機は東側に位置する。丘陵地に所在するため、ヤマダ電機の地下部分に、東側道路と地上駐車場から出入り可能な地下駐車場が設けられている。
マックスバリュとヤマダ電機の間に飲食、衣料、雑貨、サービス店が並んでいる。

## アクセス
- 最寄バス停:路線バス太田循環線の「イオンタウン木更津請西」